# Región de Sabana
La Región de Sabana es la región más grande de Ghana. La creación de la región fue una petición del Consejo Tradicional de Gonja, liderado por Yagbonwura Tumtumba Boresa Jakpa I. Tras recibir respuestas favorables de todos los interesados en la Región Norte (la región de la que se separó), la Comisión Brobbey (la Comisión encargada de la creación de las nuevas regiones), se llevó a cabo un referéndum el 27 de diciembre de 2018. El resultado fue un rotundo sí del 99,7 %. El presidente de la República de Ghana firmó y presentó el Instrumento Constitucional (CI) 115 al Yagbonwura en Jubilee House, Acra el 12 de febrero de 2019. Damongo fue declarada capital de la Región de Sabana. Está ubicada en el norte del país. La Región de Sabana se divide en 7 distritos; Bole, Gonja central, Gonja del norte, Gonja del este, Sawla/Tuna/Kalba, Gonja del oeste, Gonja del noreste y 7 distritos electorales; Bole/Bamboi, Damongo, Daboya/Mankarigu, Salaga Norte, Salaga Sur, Sawla/Tuna/Kalba y Yapei/Kusawgu.

## Historia
Un referéndum el 27 de diciembre de 2018 aprobó la creación de la región, con 206 350 (99,52 %) votos a favor y una participación del 81,77 %. CI 115 por la que se establece la región, firmada y presentada el 12 de febrero de 2019.

## Geografía y clima

### Ubicación y tamaño
La Región de Sabana limita al norte con la Región Alta Occidental, al oeste con Costa de Marfil, al sur con las regiones Bono y Bono Oriental, y al oeste con las regiones Norte Oriental y Región Norte. La Región de Sabana se compone de 7 distritos.

### Clima y vegetación
La Región de Sabana es mucho más seca que las áreas del sur de Ghana, debido a su proximidad al Sahel y al Sahara. La vegetación se compone predominantemente de pastizales, especialmente sabanas con grupos de árboles resistentes a la sequía, como baobabs o acacias. Entre diciembre y abril es la estación seca. La temporada de lluvias es entre julio y noviembre, con una precipitación anual promedio de 750 a 1050 mm. Las temperaturas más altas se alcanzan al final de la estación seca, las más bajas en diciembre y enero. Sin embargo, el viento caliente de Harmattan procedente del Sahara sopla con frecuencia entre diciembre y principios de febrero. Las temperaturas pueden variar entre 14 °C durante la noche y 40 °C durante el día.

## Demografía
La Región de Sabana tiene una baja densidad de población y, junto con el idioma oficial inglés, la mayoría de los habitantes habla un idioma de la subfamilia Oti-Volta en las lenguas nigerocongolesas, como gonja, vagla, dagbani, mampelle o tamprusi.

## Religión
La mayoría de los residentes de la Región de Sabana se identifican como musulmanes.

## Distritos

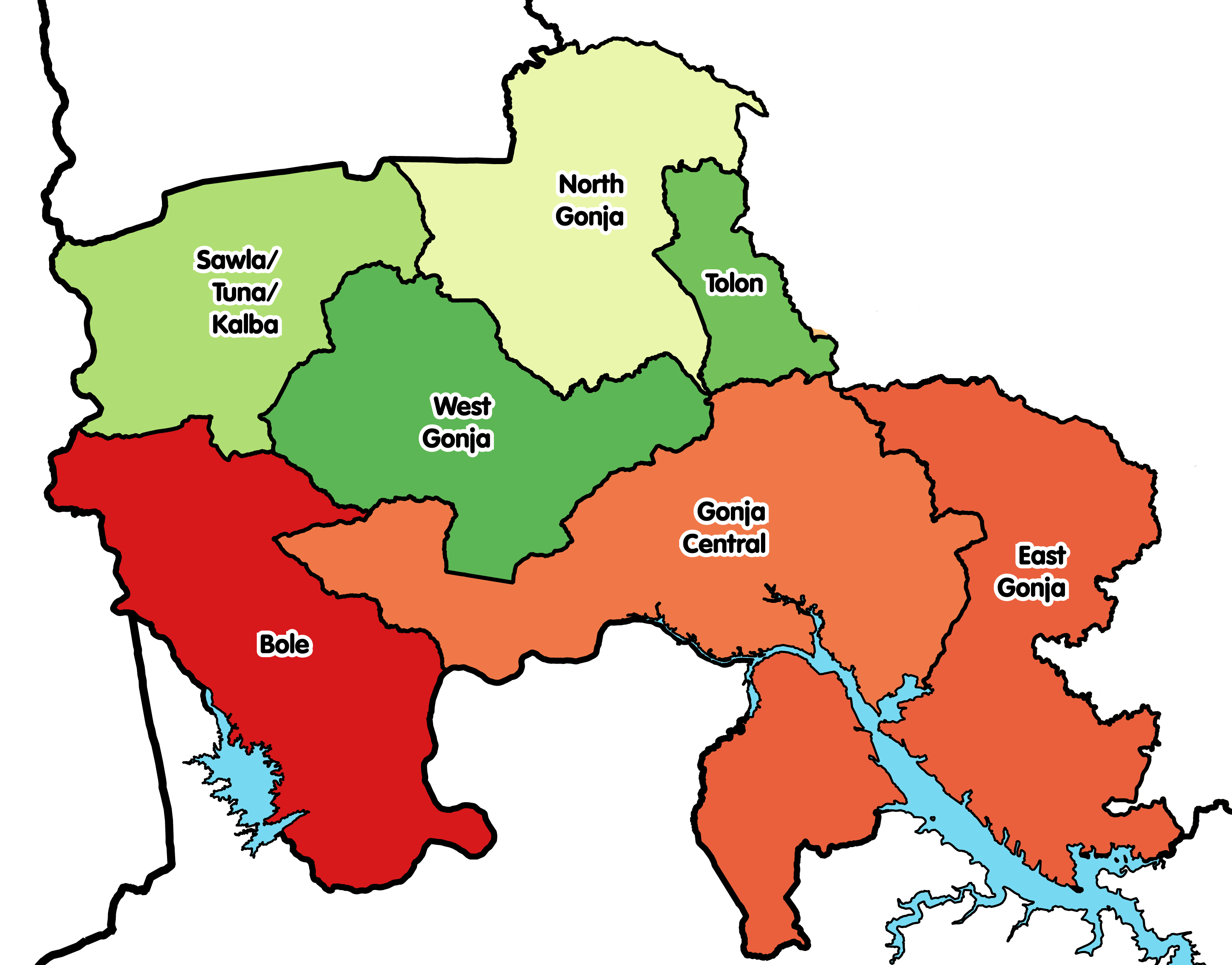
Distritos de la Región de Sabana

La Región de Sabana de Ghana contiene 7 distritos.
| # | Distrito         | Capital | Población |
| - | ---------------- | ------- | --------- |
| 1 | Bole             | Bole    |           |
| 2 | Gonja Central    | Buipe   |           |
| 3 | North Gonja      | Daboya  |           |
| 4 | East Gonja       | Salaga  |           |
| 5 | North East Gonja | Kpalbe  |           |
| 6 | West Gonja       | Damongo |           |
| 7 | Sawla-Tuna-Kalba | Sawla   |           |